# Češnjice pri Trebelnem
Češnjice pri Trebelnem – wieś w Słowenii, w gminie Mokronog-Trebelno. W 2018 roku liczyła 105 mieszkańców.